# Генна Юганссон
Генна Катарина Юганссон (швед. Henna Katarina Johansson; нар. 1 травня 1991, Єлліваре) —  шведська борчиня вільного стилю, дворазова бронзова призерка чемпіонату світу дворазова бронзова призерка і чемпіонка Європи, учасниця двох Олімпійських ігор.

## Життєпис
Боротьбою почала займатися з 1996 року.
Виступає за борцівський клуб SKJ Єлліваре. Тренери — Хакан Юганссон, Фаріборц Бесараті.

## Спортивні результати на міжнародних змаганнях

### Виступи на Олімпіадах
| Змагання                    | Збірна | Вагова категорія          | Місце |
| --------------------------- | ------ | ------------------------- | ----- |
| Літні Олімпійські ігри 2012 | Швеція | жіноча боротьба, до 63 кг | 10    |
| Літні Олімпійські ігри 2016 | Швеція | жіноча боротьба, до 63 кг | 10    |

### Виступи на Чемпіонатах світу
| Змагання                        | Збірна | Вагова категорія          | Місце  |
| ------------------------------- | ------ | ------------------------- | ------ |
| Чемпіонат світу з боротьби 2010 | Швеція | жіноча боротьба, до 63 кг | Бронза |
| Чемпіонат світу з боротьби 2011 | Швеція | жіноча боротьба, до 63 кг | 16     |
| Чемпіонат світу з боротьби 2012 | Швеція | жіноча боротьба, до 67 кг | 14     |
| Чемпіонат світу з боротьби 2013 | Швеція | жіноча боротьба, до 63 кг | 20     |
| Чемпіонат світу з боротьби 2014 | Швеція | жіноча боротьба, до 63 кг | 5      |
| Чемпіонат світу з боротьби 2017 | Швеція | жіноча боротьба, до 63 кг | 7      |
| Чемпіонат світу з боротьби 2018 | Швеція | жіноча боротьба, до 65 кг | 17     |
| Чемпіонат світу з боротьби 2019 | Швеція | жіноча боротьба, до 62 кг | Бронза |

### Виступи на Чемпіонатах Європи
| Змагання                         | Збірна | Вагова категорія          | Місце  |
| -------------------------------- | ------ | ------------------------- | ------ |
| Чемпіонат Європи з боротьби 2009 | Швеція | жіноча боротьба, до 63 кг | Бронза |
| Чемпіонат Європи з боротьби 2010 | Швеція | жіноча боротьба, до 63 кг | 8      |
| Чемпіонат Європи з боротьби 2011 | Швеція | жіноча боротьба, до 63 кг | 17     |
| Чемпіонат Європи з боротьби 2012 | Швеція | жіноча боротьба, до 67 кг | Золото |
| Чемпіонат Європи з боротьби 2013 | Швеція | жіноча боротьба, до 63 кг | 15     |
| Чемпіонат Європи з боротьби 2014 | Швеція | жіноча боротьба, до 63 кг | 5      |
| Чемпіонат Європи з боротьби 2017 | Швеція | жіноча боротьба, до 63 кг | 9      |
| Чемпіонат Європи з боротьби 2018 | Швеція | жіноча боротьба, до 65 кг | Бронза |
| Чемпіонат Європи з боротьби 2019 | Швеція | жіноча боротьба, до 65 кг | 5      |
| Чемпіонат Європи з боротьби 2020 | Швеція | жіноча боротьба, до 65 кг | 9      |

### Виступи на Європейських іграх
| Змагання              | Збірна | Вагова категорія          | Місце |
| --------------------- | ------ | ------------------------- | ----- |
| Європейські ігри 2015 | Швеція | жіноча боротьба, до 63 кг | 5     |

### Виступи на Кубках світу
| Змагання                    | Збірна | Вагова категорія          | Місце |
| --------------------------- | ------ | ------------------------- | ----- |
| Кубок світу з боротьби 2015 | Швеція | жіноча боротьба, до 63 кг | 8     |

### Виступи на інших змаганнях
| Змагання                                                         | Збірна | Вагова категорія          | Місце  |
| ---------------------------------------------------------------- | ------ | ------------------------- | ------ |
| Klippan Lady Open 2009                                           | Швеція | жіноча боротьба, до 63 кг | Бронза |
| Гран-прі Німеччини з боротьби 2009                               | Швеція | жіноча боротьба, до 63 кг | Золото |
| Klippan Lady Open 2010                                           | Швеція | жіноча боротьба, до 63 кг | Бронза |
| Золотий Гран-прі з боротьби 2010 (Кліппан )                      | Швеція | жіноча боротьба, до 63 кг | Бронза |
| Austrian Ladies Open 2010                                        | Швеція | жіноча боротьба, до 63 кг | Бронза |
| Золотий Гран-прі з боротьби 2010 (Баку)                          | Швеція | жіноча боротьба, до 63 кг | Бронза |
| Турнір Яшара Догу 2011                                           | Швеція | жіноча боротьба, до 63 кг | Золото |
| Klippan Lady Open 2011                                           | Швеція | жіноча боротьба, до 63 кг | Срібло |
| Золотий Гран-прі з боротьби 2011 (Баку)                          | Швеція | жіноча боротьба, до 63 кг | Бронза |
| Меморіал Іона Корнеану 2011                                      | Швеція | жіноча боротьба, до 63 кг | Золото |
| Турнір Дана Колова — Николи Петрова 2012                         | Швеція | жіноча боротьба, до 63 кг | Срібло |
| Золотий Гран-прі з боротьби 2012 (Кліппан )                      | Швеція | жіноча боротьба, до 63 кг | Золото |
| Олімпійський кваліфікаційний турнір з боротьби 2012 (Софія)      | Швеція | жіноча боротьба, до 63 кг | Бронза |
| Олімпійський кваліфікаційний турнір з боротьби 2012 (Тайюань)    | Швеція | жіноча боротьба, до 63 кг | Золото |
| Austrian Ladies Open 2012                                        | Швеція | жіноча боротьба, до 67 кг | Срібло |
| Гран-прі Іспанії з боротьби 2012                                 | Швеція | жіноча боротьба, до 63 кг | 7      |
| Золотий Гран-прі з боротьби 2012 (Баку)                          | Швеція | жіноча боротьба, до 67 кг | 5      |
| Вогні Москви 2012                                                | Швеція | жіноча боротьба, до 63 кг | 6      |
| Klippan Lady Open 2013                                           | Швеція | жіноча боротьба, до 63 кг | Бронза |
| Золотий Гран-прі з боротьби 2013 (Сассарі)                       | Швеція | жіноча боротьба, до 63 кг | Золото |
| Гран-прі Іспанії з боротьби 2013                                 | Швеція | жіноча боротьба, до 63 кг | Бронза |
| Меморіал Вацлава Циолковського 2013                              | Швеція | жіноча боротьба, до 63 кг | 8      |
| Золотий Гран-прі з боротьби 2013 (Баку)                          | Швеція | жіноча боротьба, до 63 кг | Срібло |
| Кубок Бразилії з боротьби 2013                                   | Швеція | жіноча боротьба, до 63 кг | 4      |
| Золотий Гран-прі з боротьби 2014 (Париж)                         | Швеція | жіноча боротьба, до 63 кг | Бронза |
| Klippan Lady Open 2014                                           | Швеція | жіноча боротьба, до 63 кг | Срібло |
| Турнір міста Сассарі з боротьби 2014                             | Швеція | жіноча боротьба, до 63 кг | Золото |
| Гран-прі Іспанії з боротьби 2014                                 | Швеція | жіноча боротьба, до 63 кг | Срібло |
| Золотий Гран-прі з боротьби 2014 (Баку)                          | Швеція | жіноча боротьба, до 63 кг | 9      |
| Вогні Москви 2014                                                | Швеція | жіноча боротьба, до 63 кг | 5      |
| Klippan Lady Open 2015                                           | Швеція | жіноча боротьба, до 63 кг | 9      |
| Гран-прі Німеччини з боротьби 2015                               | Швеція | жіноча боротьба, до 63 кг | Золото |
| Гран-прі Іспанії з боротьби 2015                                 | Швеція | жіноча боротьба, до 63 кг | Золото |
| Олімпійський кваліфікаційний турнір з боротьби 2016 (Улан-Батор) | Швеція | жіноча боротьба, до 63 кг | 8      |
| Олімпійський кваліфікаційний турнір з боротьби 2016 (Стамбул)    | Швеція | жіноча боротьба, до 63 кг | Срібло |
| Відкритий чемпіонат Польщі з боротьби 2016                       | Швеція | жіноча боротьба, до 63 кг | 8      |
| Гран-прі Іспанії з боротьби 2016                                 | Швеція | жіноча боротьба, до 63 кг | Бронза |
| Klippan Lady Open 2017                                           | Швеція | жіноча боротьба, до 63 кг | Бронза |
| Турнір Дана Колова — Николи Петрова 2017                         | Швеція | жіноча боротьба, до 63 кг | 5      |
| Гран-прі Німеччини з боротьби 2017                               | Швеція | жіноча боротьба, до 63 кг | Срібло |
| Klippan Lady Open 2018                                           | Швеція | жіноча боротьба, до 65 кг | Бронза |
| Гран-прі Іспанії з боротьби 2018                                 | Швеція | жіноча боротьба, до 65 кг | Бронза |
| Klippan Lady Open 2019                                           | Швеція | жіноча боротьба, до 65 кг | Золото |
| Турнір Дана Колова — Николи Петрова 2019                         | Швеція | жіноча боротьба, до 65 кг | Золото |
| Північний чемпіонат з боротьби 2019                              | Швеція | жіноча боротьба, до 62 кг | Срібло |
| Турнір міста Сассарі з боротьби 2019                             | Швеція | жіноча боротьба, до 62 кг | Золото |
| Турнір Яшара Догу 2019                                           | Швеція | жіноча боротьба, до 62 кг | Золото |
| Відкритий чемпіонат Польщі з боротьби 2019                       | Швеція | жіноча боротьба, до 62 кг | 14     |

### Виступи на змаганнях молодших вікових груп
| Змагання                                          | Збірна | Вагова категорія          | Місце  |
| ------------------------------------------------- | ------ | ------------------------- | ------ |
| Чемпіонат Європи з боротьби серед кадетів 2006    | Швеція | жіноча боротьба, до 52 кг | 10     |
| Чемпіонат Європи з боротьби серед кадетів 2007    | Швеція | жіноча боротьба, до 56 кг | Золото |
| Чемпіонат Європи з боротьби серед кадетів 2008    | Швеція | жіноча боротьба, до 60 кг | Золото |
| Північний чемпіонат з боротьби серед юніорів 2006 | Швеція | жіноча боротьба, до 52 кг | Золото |
| Чемпіонат світу з боротьби серед юніорів 2008     | Швеція | жіноча боротьба, до 63 кг | Бронза |
| Чемпіонат світу з боротьби серед юніорів 2009     | Швеція | жіноча боротьба, до 63 кг | Золото |